# Провулок Карпенка-Карого (Житомир)
Прову́лок Карпе́нка-Ка́рого  — провулок в Корольовському районі Житомира. Названий на честь українського письменника, драматурга та актора Івана Карпенка-Карого.

## Розташування
Розташований в Старому місті, розпланованому на землях історичної місцевості Путятинки.

## Історія

### Історія назви
До 19 лютого 2016 року називався 2-й провулок Мануїльського. Відповідно до розпорядження Житомирського міського голови від 19 лютого 2016 року № 112 «Про перейменування топонімічних об'єктів та демонтаж пам'ятних знаків у м. Житомирі», перейменований на провулок Карпенка-Карого.

### Історія формування провулка
Виник і названий у 1954 році. Садибна забудова провулка сформувалася у 1950-х роках.
Провулок виник у кварталі, сформованому наприкінці ХІХ століття, запроєктованому генеральним планом середини ХІХ століття. Станом на 1879 рік за орієнтовним місцем розташування нинішнього кінця провулка (спрямованого на північний захід) розташовувався проїзд між землеволодіннями, що з'єднував Кашперівську вулицю (нині Бориса Тена) з початком східної ділянки Миловської вулиці (нині Гоголівська). Проїзд, що з'єднував новопрокладені вулиці Кашперівську (нині Бориса Тена) та Миловську (Гоголівську), з північної частини якого згодом сформується кінець провулка, показаний на плані кінця ХІХ століття в межах сформованого кварталу.